# Moskva-City
 (mars 2022).
Si vous disposez d'ouvrages ou d'articles de référence ou si vous connaissez des sites web de qualité traitant du thème abordé ici, merci de compléter l'article en donnant les références utiles à sa vérifiabilité et en les liant à la section « Notes et références ».
Moskva-City (en russe : Москва-Сити) est le surnom du Centre de commerce international de Moscou (en abrégé CCIM, aussi nommé centre d'affaires international de Moscou ; en russe Московский международный деловой центр, Moskovski mejdounarodny delovoï tsentr), un quartier d'affaires dans le centre ouest de Moscou, près du 3e périphérique.

## Historique
Le but du CCIM est de créer une zone combinant affaires, divertissements et espaces résidentiels.
Le projet a été conçu par les autorités de la ville de Moscou en 1992. Les travaux ont débuté en 1995 et devraient s’achever en 2024.
La construction du CCIM prend place sur la berge Krasnopresnenskaïa, sur d'anciennes friches industrielles. L’ensemble du projet fait environ un kilomètre carré. Par sa superficie (proche de celle de La Défense près de Paris) il est l'un des principaux quartiers d'affaires d'Europe.

## Édifices

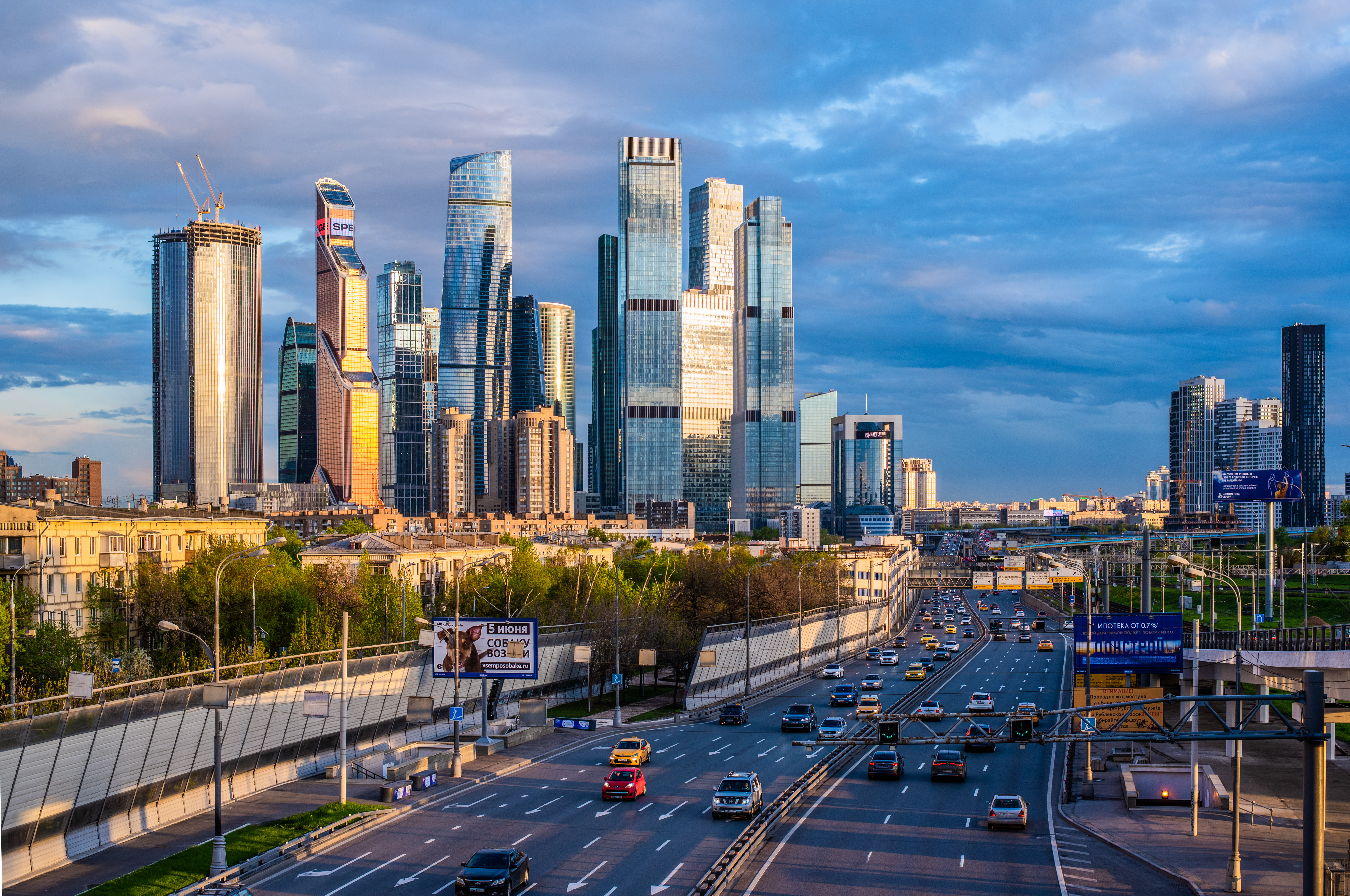
Les gratte-ciel de Moskva-City et le troisième anneau routier de Moscou.

Moskva-City abrite le plus haut gratte-ciel d'Europe après le Lakhta Center de Saint-Pétersbourg : le Complexe de la Fédération (373 mètres). Six autres comptent parmi les dix plus hauts gratte-ciel d'Europe : OKO - South Tower (354 mètres), Mercury City Tower (339 mètres), Stalnaya Vershina (309 mètres), Ville des Capitales : Moscou (302 mètres), Tour Naberejnaïa (268 mètres) et le Palais du Triomphe (264 mètres).

### Tour 2000
La tour 2000 est un édifice à bureaux de 34 étages, sur la rive droite de la Moskova. La tour est reliée au CCIM par le pont piétonnier « Bagration ». S’y trouvent aussi un stationnement intérieur, des restaurants et autres divertissements.
- Hauteur : 104 mètres;
- Surface totale : 61 057 m2 ;
- Début des travaux : décembre 1996 ;
- Fin des travaux : fin 2001.

### Evolution Tower

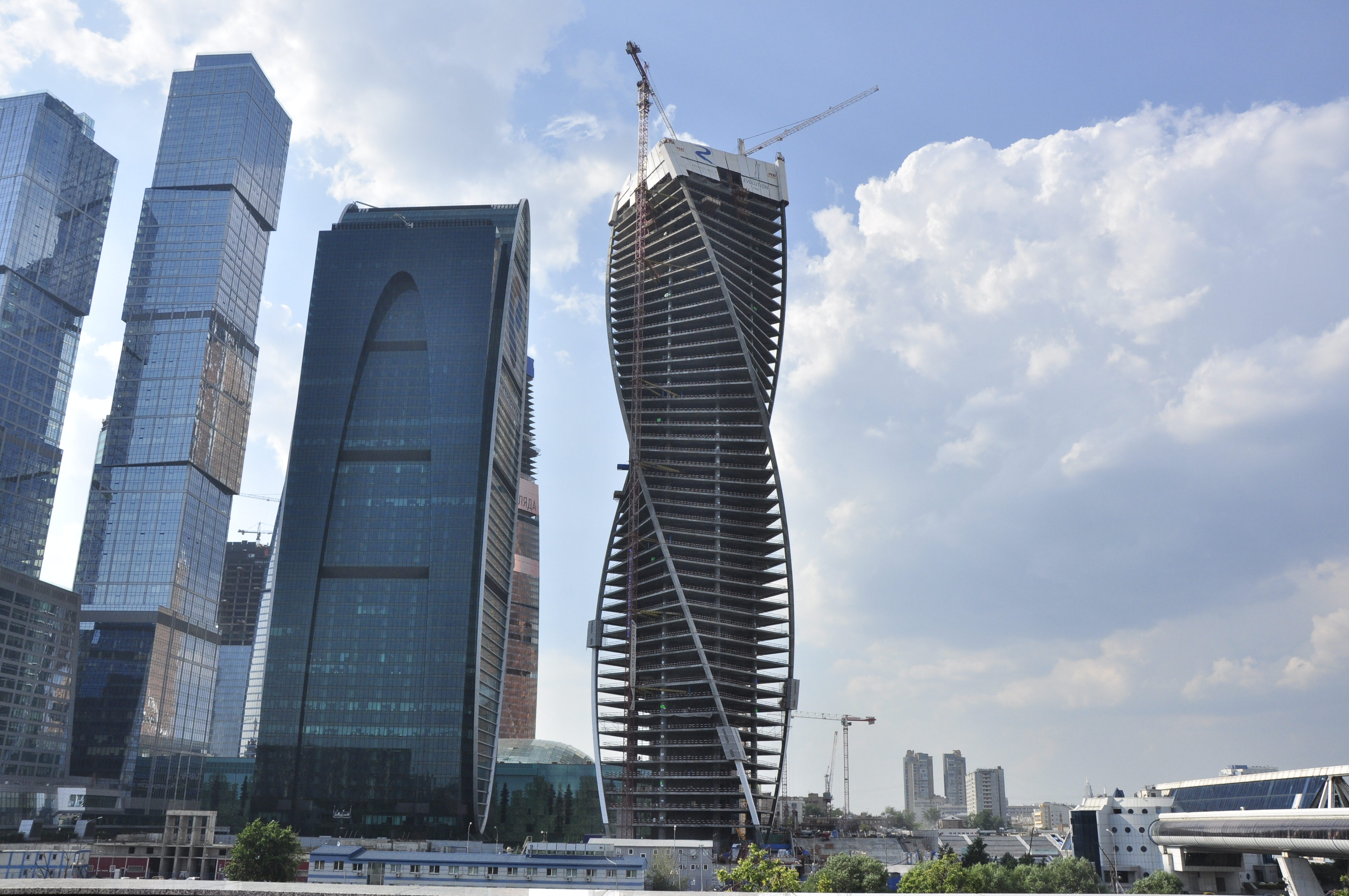
Evolution Tower, le 29 juin 2013.

Le Evolution Tower est situé sur les lots 2 et 3.
- Hauteur : 255 m ;
- Étages : 53 ;
- Surface totale : 169 000 m2 ;
- Début des travaux : 2011 ;
- Fin des travaux : 2014.

### Imperia Tower

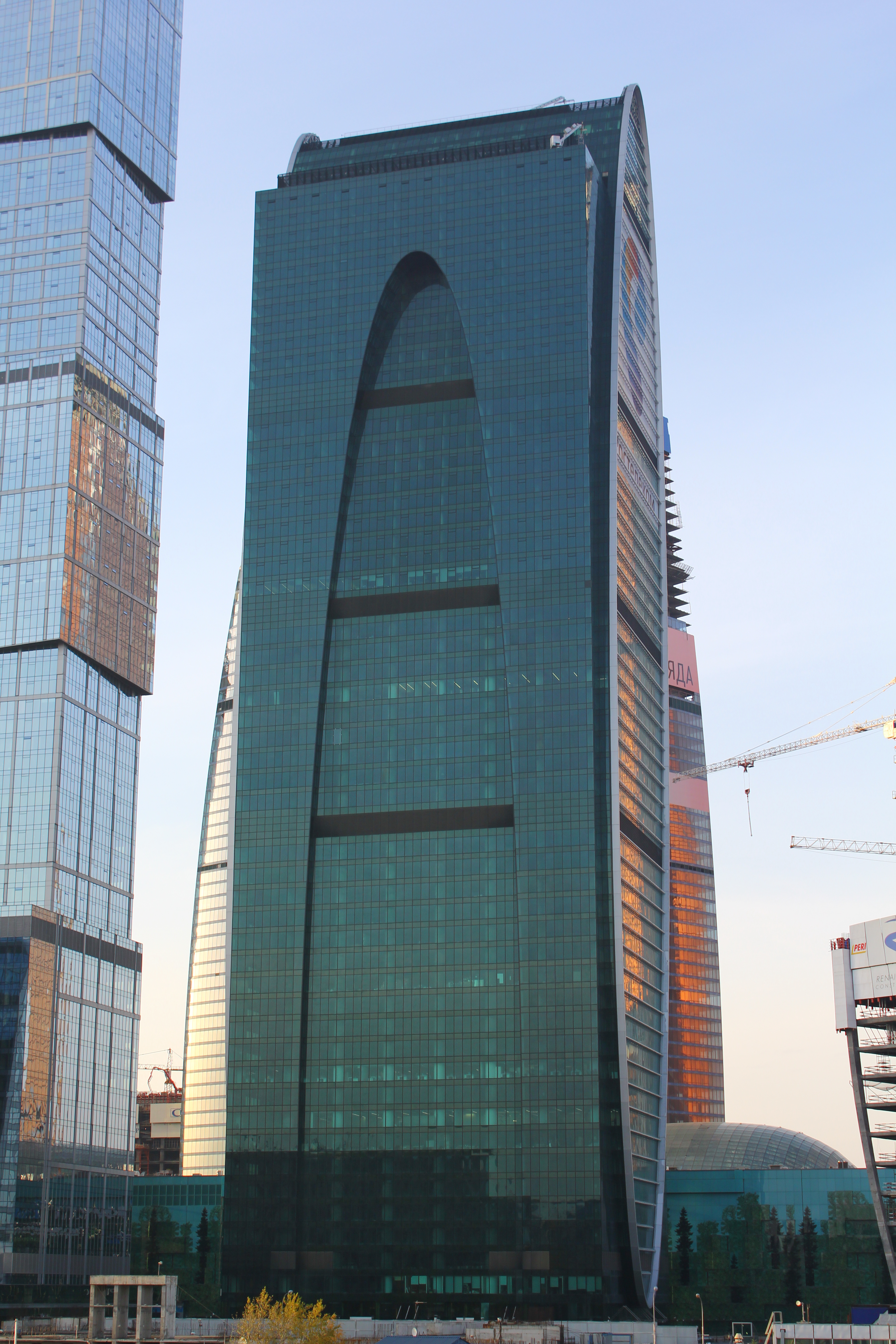
Imperia Tower, le 20 octobre 2012.

Ce complexe multifonctionnel inclut un parc aquatique (comprenant des piscines, des glissades et autres attractions), un hôtel cinq étoiles, des restaurants, un centre commercial et un stationnement.
- Surface totale : 287 723 m2 ;
- Étages : 60.
- Début des travaux : 2006 ;
- Fin des travaux : 2011.

### Noyau central
Le Noyau central est l'une des structures les plus complexes.
- Superficie totale : 450 000 m2 ;
- Investissement prévu : 300 millions de dollars ;
- Début des travaux : 2005 ;
- Fin des travaux : 2014.

### Ville des capitales:Saint-Pétersbourg-Moscou
Le complexe « Ville des capitales », constitué de deux tours montées sur un podium, symbolise les villes de Moscou et Saint-Pétersbourg.
- Hauteur (Moscou) : 268 m ;
- Hauteur (Saint-Pétersbourg) : 234 m ;
- Étages (Moscou) : 72 ;
- Étages (Saint-Pétersbourg) : 62 ;
- Étages (podium) : 18 ;
- Surface totale : 288 680 m2 ;
- Fin des travaux : 2010.

Plan de l'édifice

### Tour Naberejnaïa

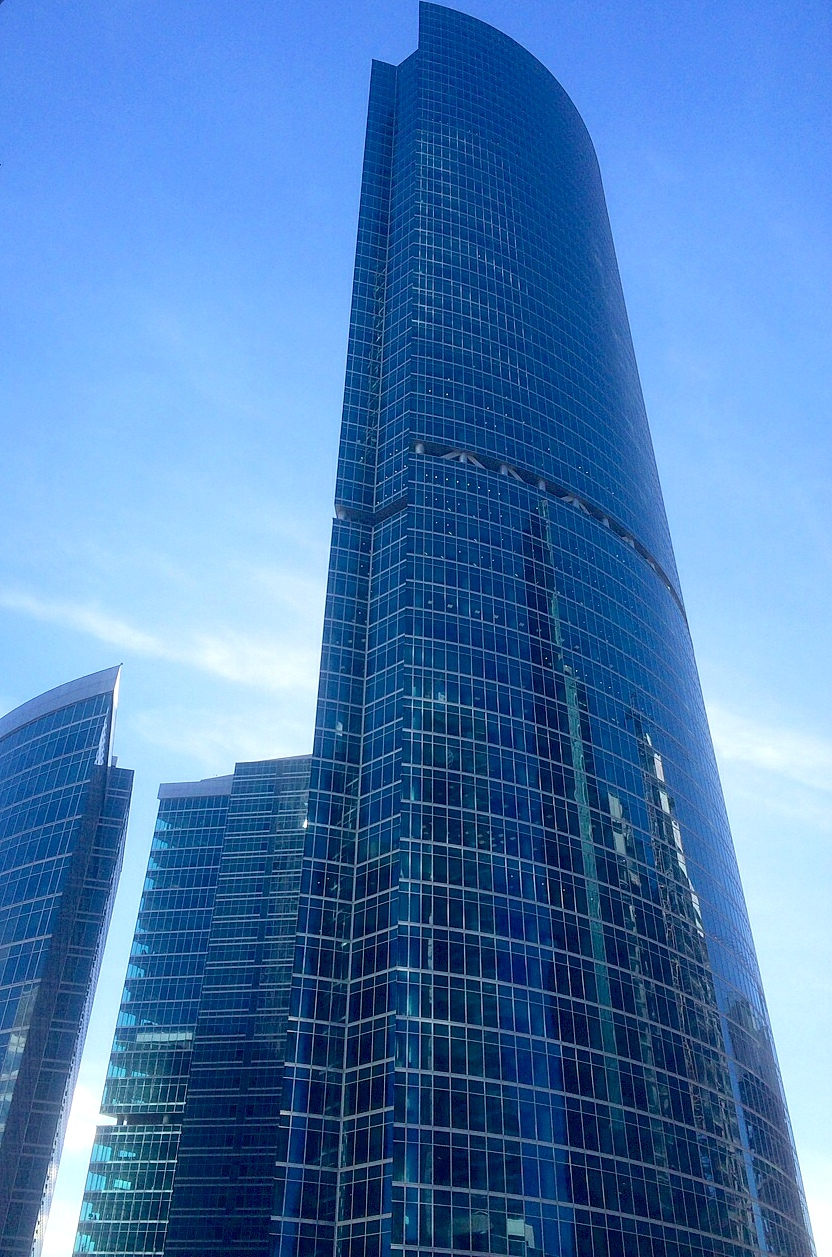
La tour Naberejnaïa en 2014.

La tour Naberejnaïa est située sur le lot 10 et consiste en trois tours. La tour A, comptant 17 étages, a été terminée en 2004. La tour B, comptant 27 étages, fut terminée en octobre 2005. La tour C, comptant 56 étages, fut terminée en août 2007 et est la septième plus haute tour d'Europe en 2017.
- Hauteur : 268 mètres ;
- Surface totale de la Tour A : 39 800 m2 ;
- Surface totale de la Tour B : 53 994 m2 ;
- Surface totale de la Tour C : 160 200 m2 ;
- Début des travaux : octobre 2003 ;
- Fin des travaux : août 2007 ;
- Coût estimé : 200 millions de dollars.

### IQ-quarter
Le IQ-quarter est un point de transfert entre plusieurs lignes de métro, trains légers et autres transports publics. On y trouve aussi bureaux, hôtels, une clinique et un espace de stationnement.
- Surface Totale : 201 430 m2 ;
- Début des travaux : 2012 ;
- Fin des travaux : 2015.

### Steel Peak
Ce complexe, situé sur le lot 12, abritera des bureaux, appartements et autres divertissements.
- Hauteur : 309 mètres
- Étages : 70
- Surface d'habitation : 21 185 m2
- Surface de bureaux (Classe A) : 106 231 m2
- Surface totale : 207 542 m2
- Coût estimé : 250 millions de dollars
- Espaces de stationnement : plus de 1 000

### Complexe de la Fédération

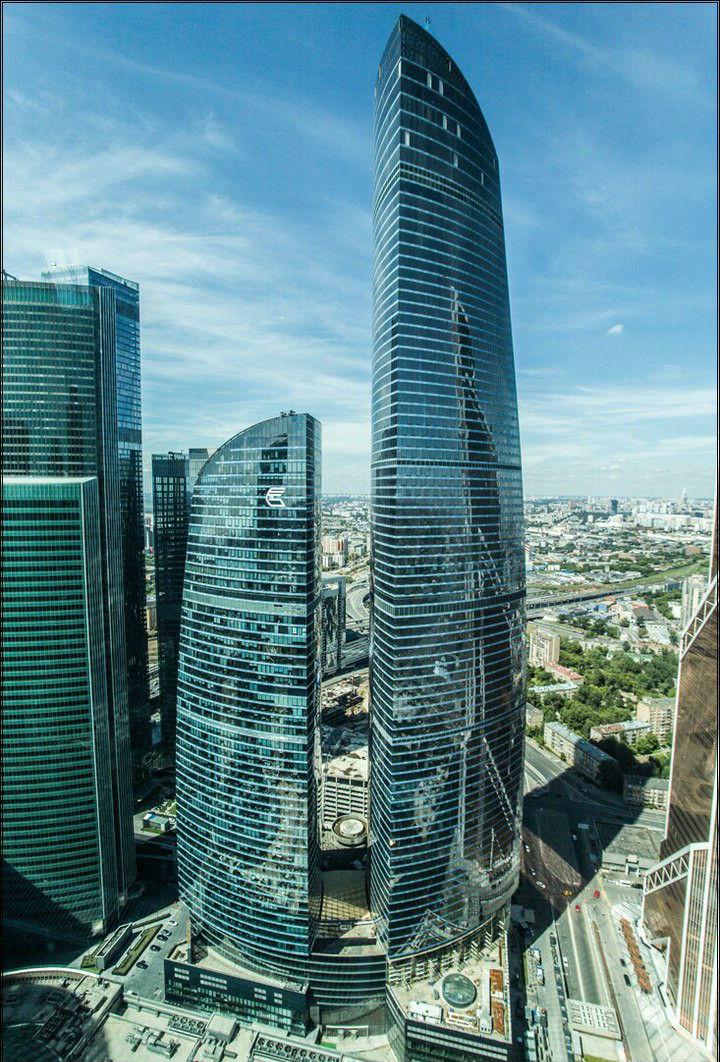
Le Complexe de la Fédération en 2016.

Le Complexe de la Fédération (aussi appelé Tours de la Fédération) est le plus haut gratte-ciel d'Europe :
- Tour A : 93 étages - 360 mètres ;
- Tour B : 62 étages - 242 mètres ;
- Tour C : Flèche - 509 mètres.
- Constructeur : ZAO Mirax-City (Russie)
- Architecte : Prof. P. Schweger et S. Tchoban (Allemagne)
- Surface totale : 425 000 m2 ;
- Coût estimé : 500 millions de dollars ;
- Début des travaux : 2004 ;
- Fin des travaux : 2014.

### Mercury City Tower
Mercury City Tower est un gratte-ciel dont la construction a commencé vers la fin de l’année 2005. La fin des travaux a eu lieu au début de l’année 2013.
- Hauteur : 339 mètres ;
- Étages : 75;
- Surface totale : 180 000 m2 ;
- Début des travaux : 2009 ;
- Fin des travaux : 2013.

### Tour Nord
Ce complexe comprend des espaces de bureaux, une salle de concert, un centre de conditionnement physique, des restaurants et cafés, des cliniques et des espaces de stationnement.
- Hauteur : 108 mètres ;
- Étages : 27 ;
- Surface totale : 73 800 m2 ;
- Début des travaux : 2005 ;
- Fin des travaux : 2007.

### Configuration

Configuration de Moskva-City.

- Lot 0 — Tour 2000 / Pont Bagration
- Lot 1 — One Tower
- Lots 2,3 — Evolution Tower
- Lot 4 — Imperia Tower
- Lot 5 — ExpoCentre
- Lots 6,7,8 — Noyau Central
- Lot 9  — Ville de la Capitale
- Lot 10 — Tour Naberejnaïa
- Lot 11 — IQ-quarter
- Lot 12 — Eurasia Tower
- Lot 13 — Complexe de la Fédération
- Lot 14 — Mercury City Tower
- Lot 15 — Grand Tower
- Lot 16 — OKO
- Lot 17,18 — Neva Towers
- Lot 19 — Tour du Nord
- Lot 20 —

## Galerie

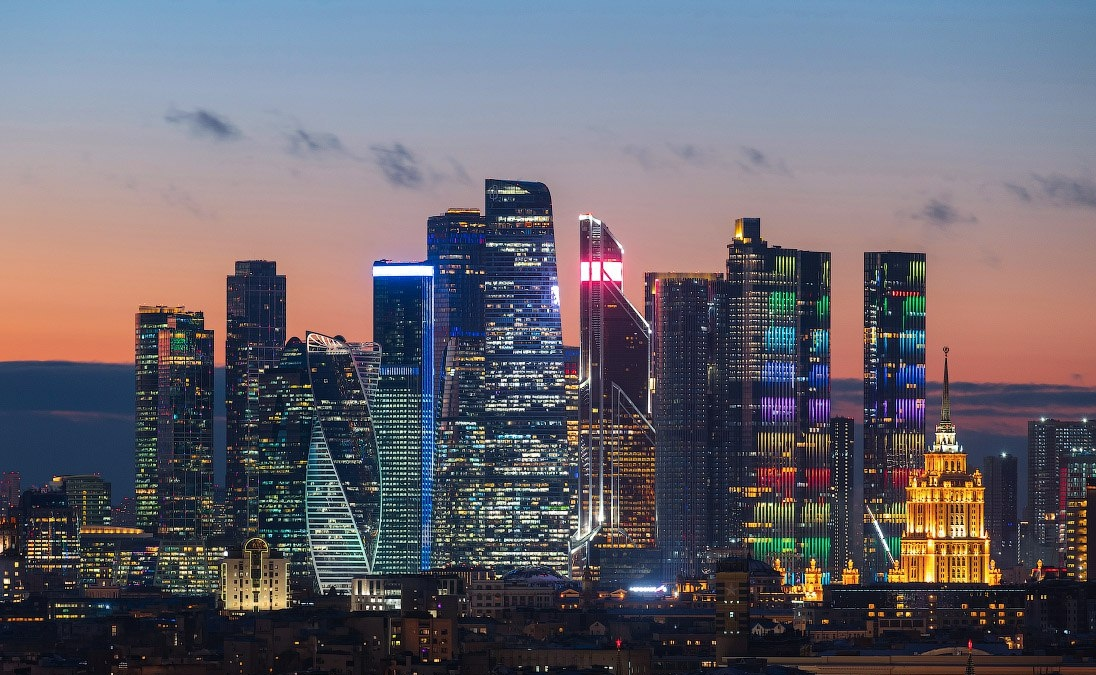
Moskva-City vue de nuit
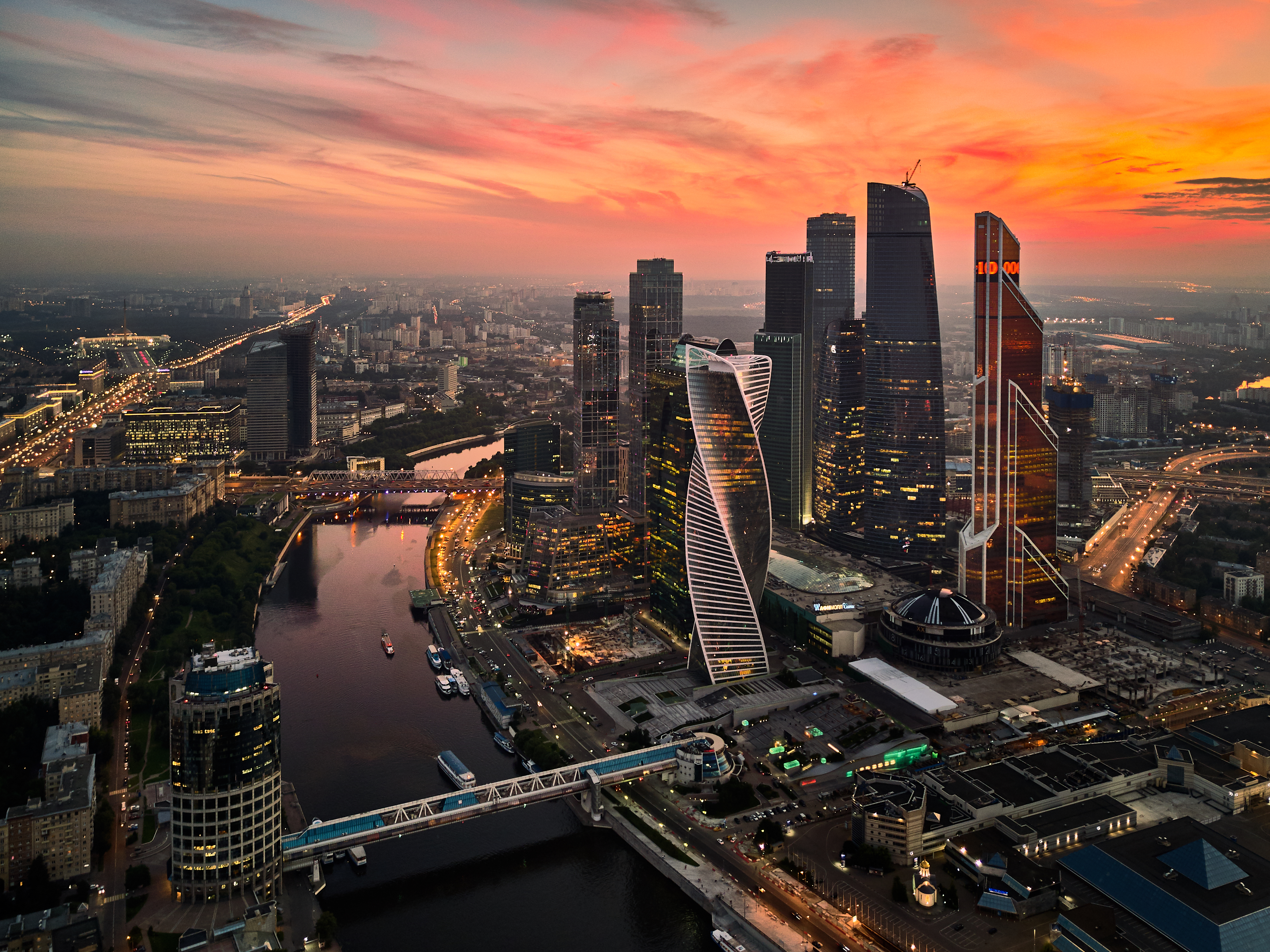
Moskva-City au crépuscule
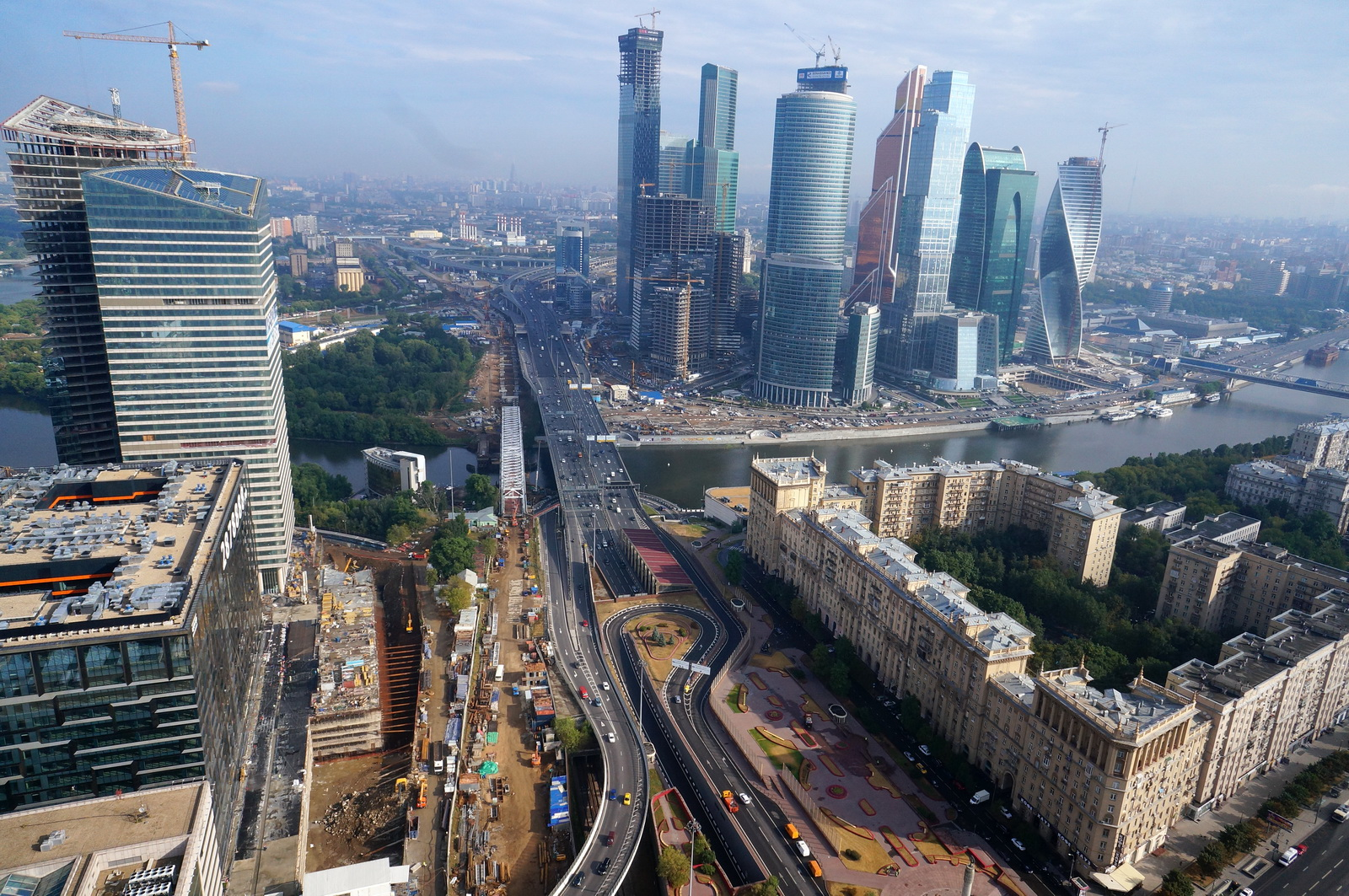
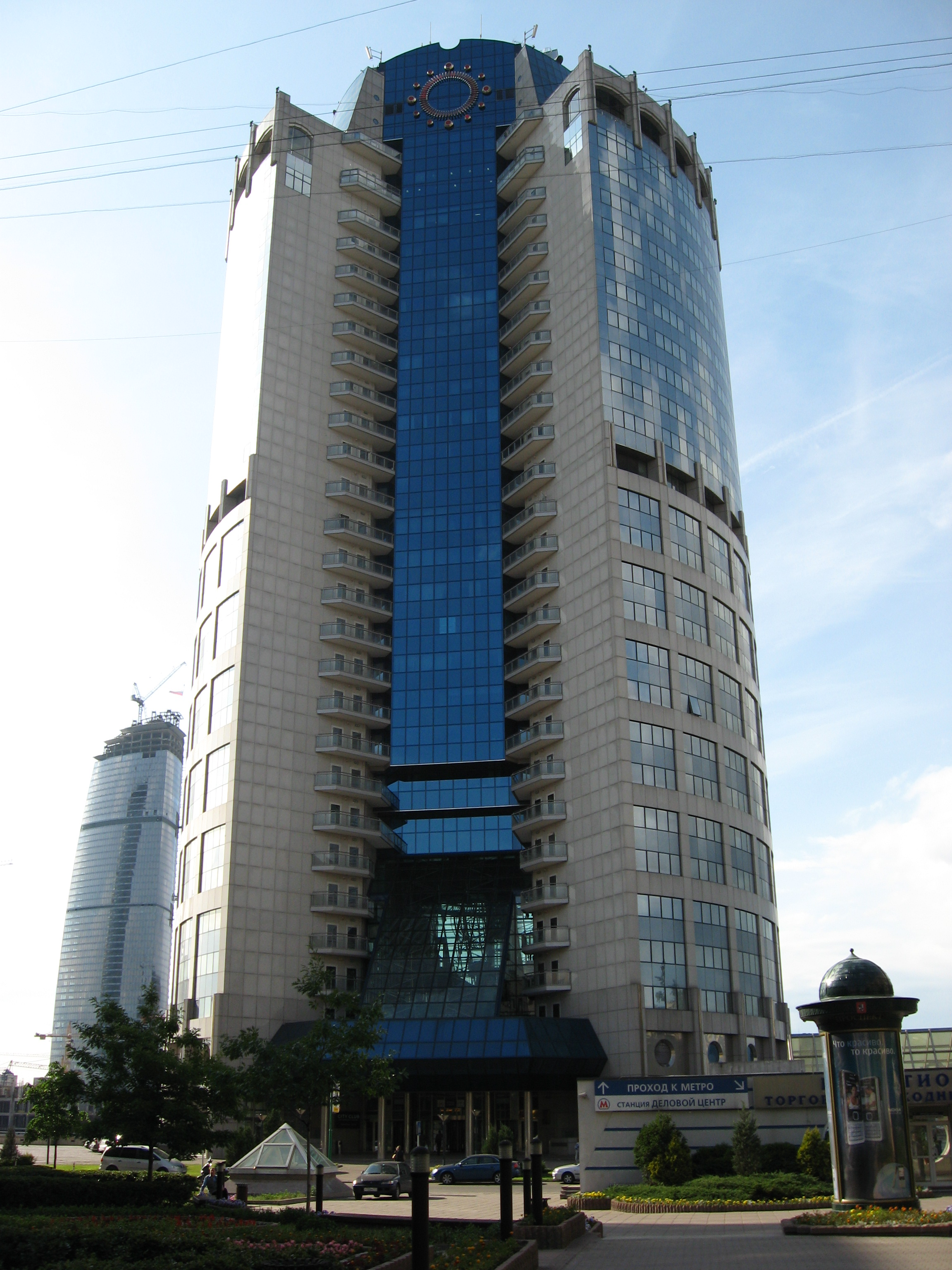
Tower 2000
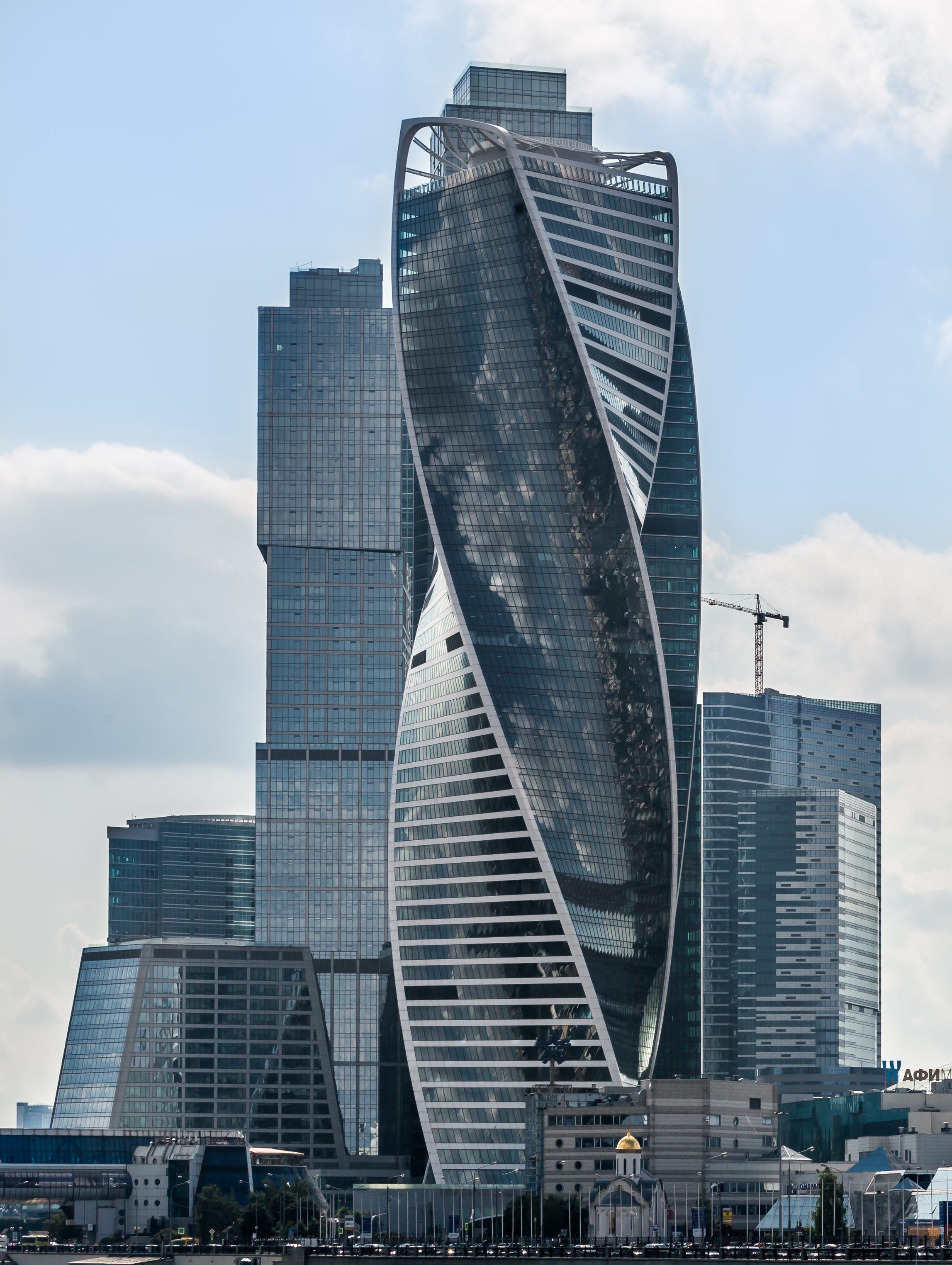
Evolution Tower
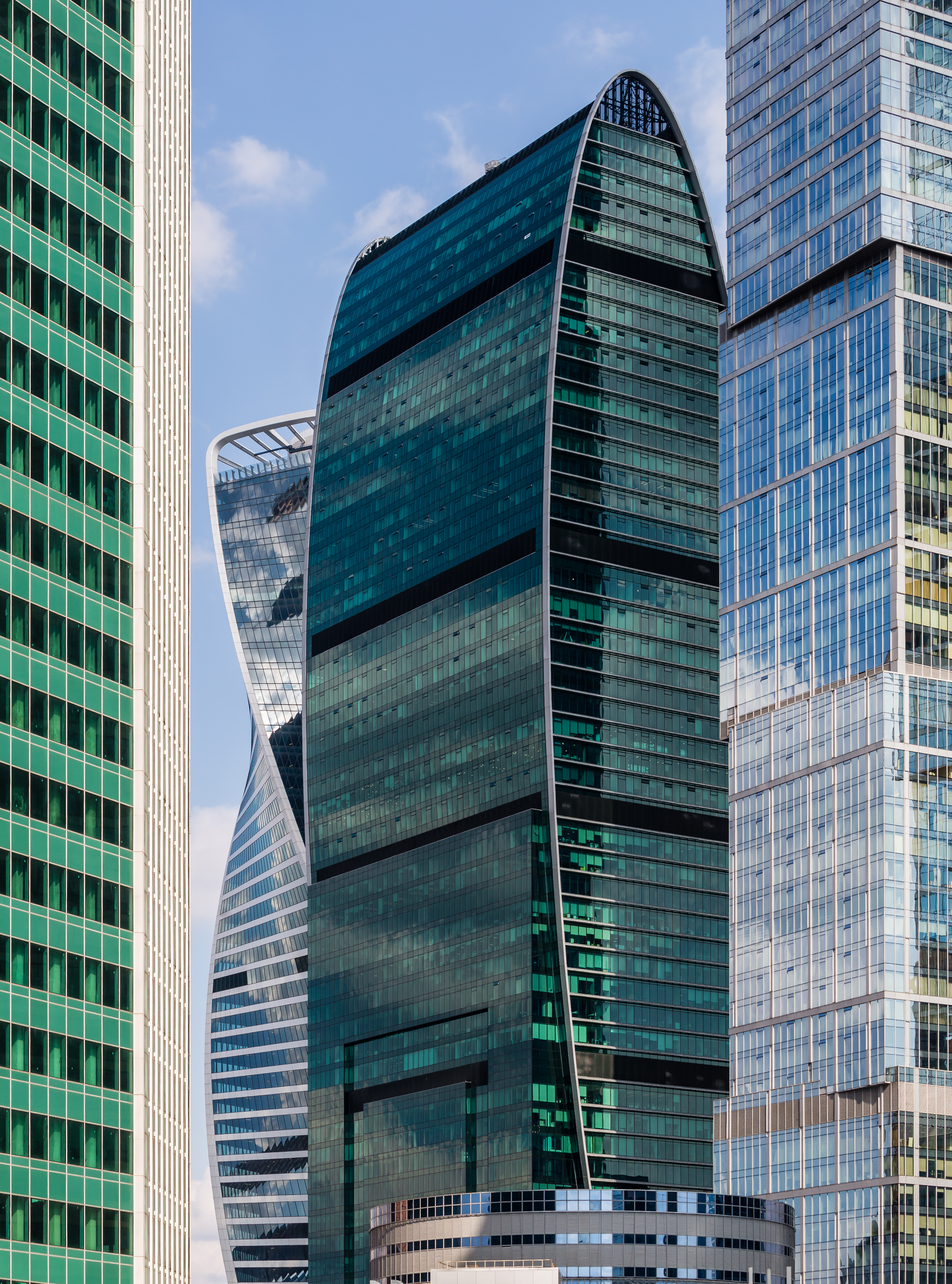
Imperia Tower
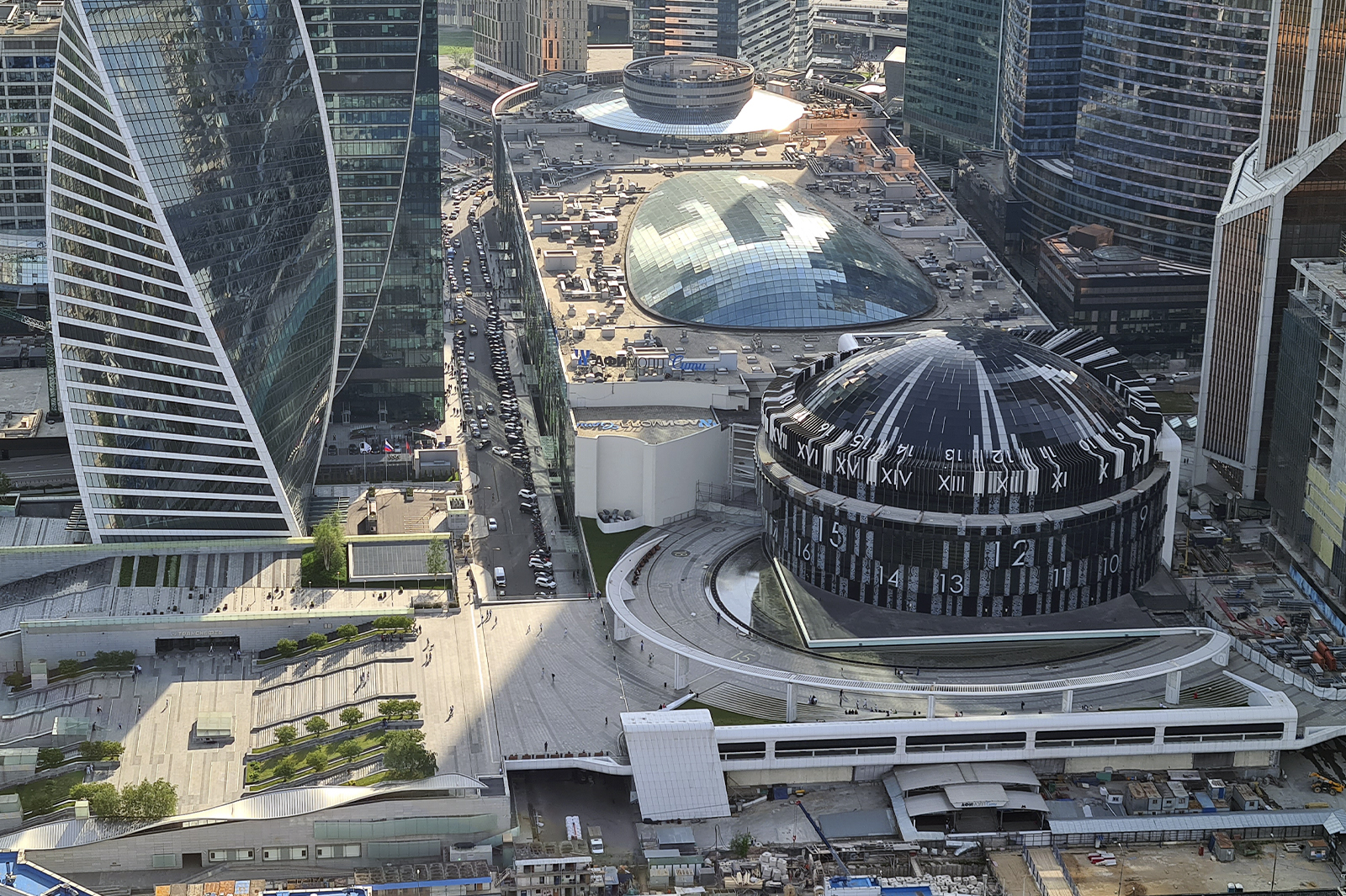
Central Core
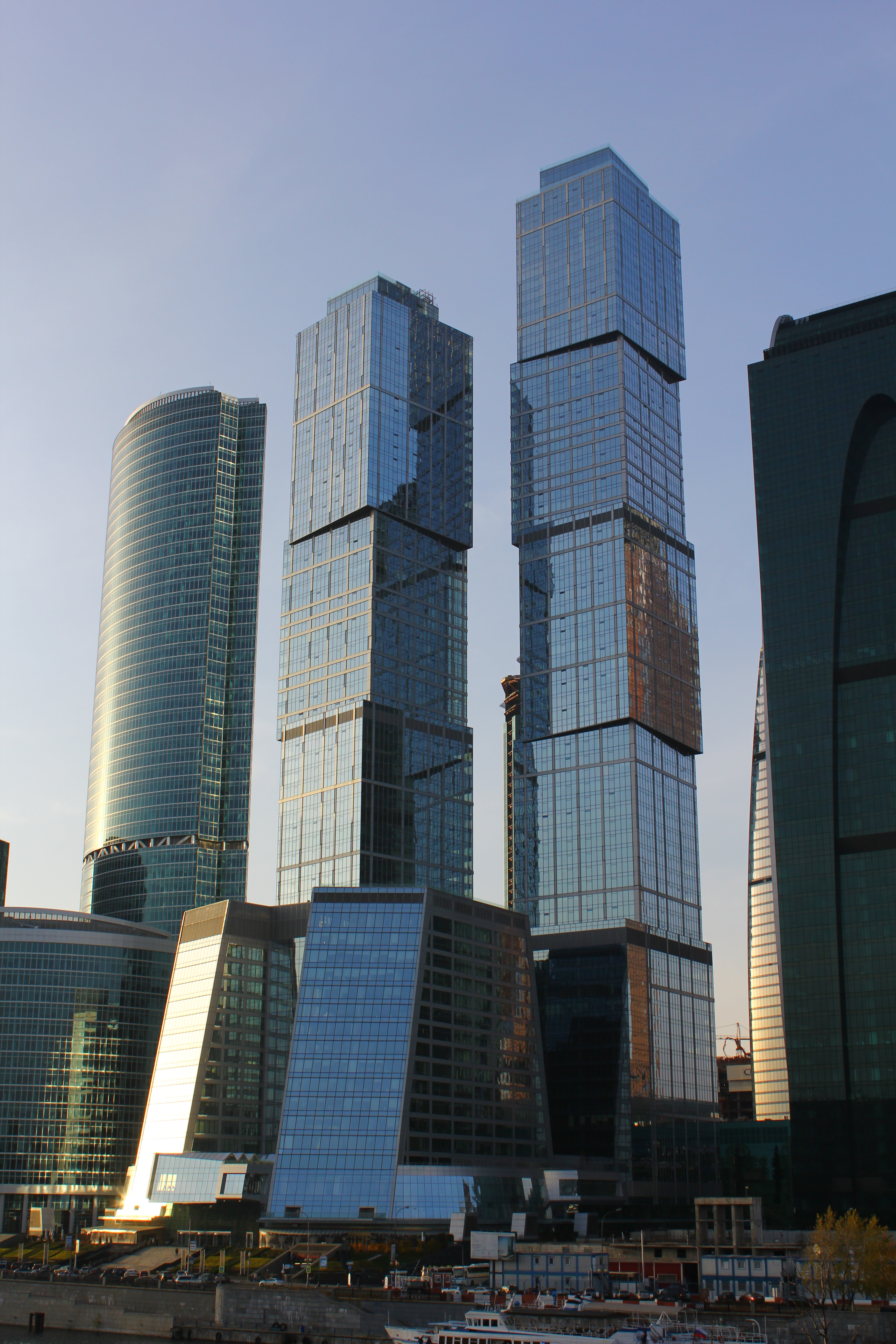
City of Capitals
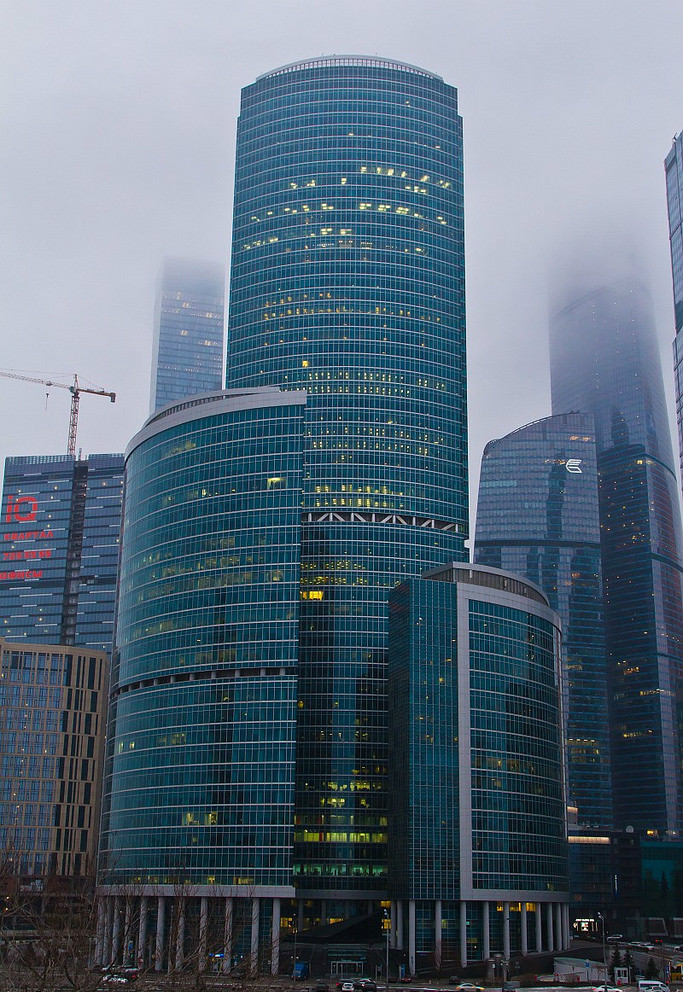
Tour Naberejnaïa
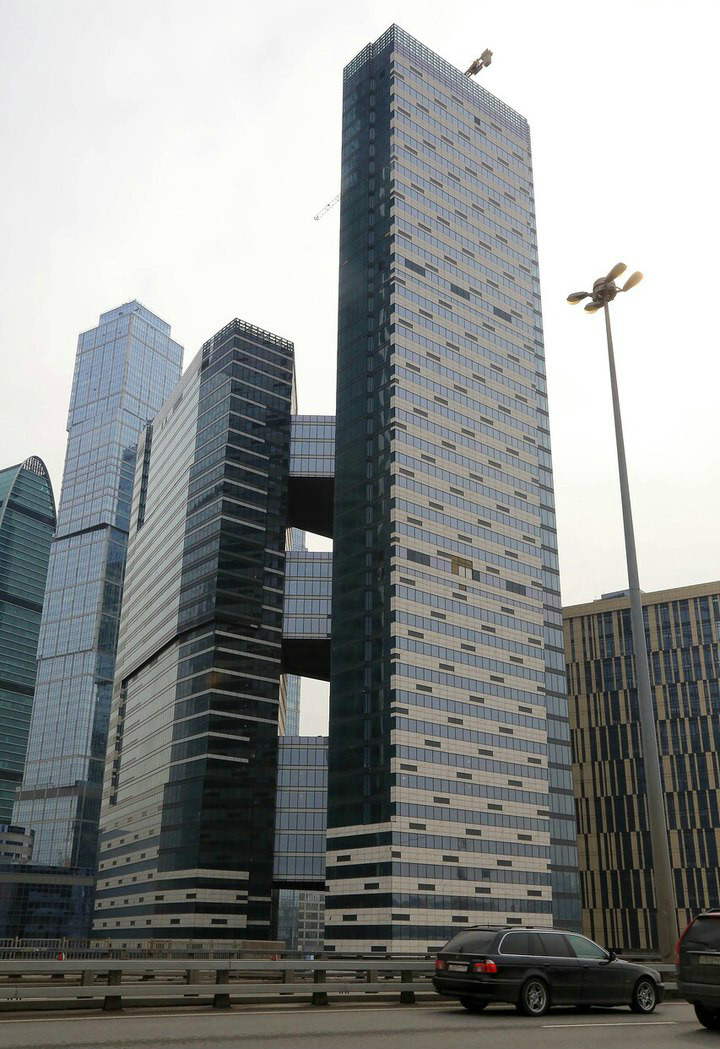
IQ-quarter
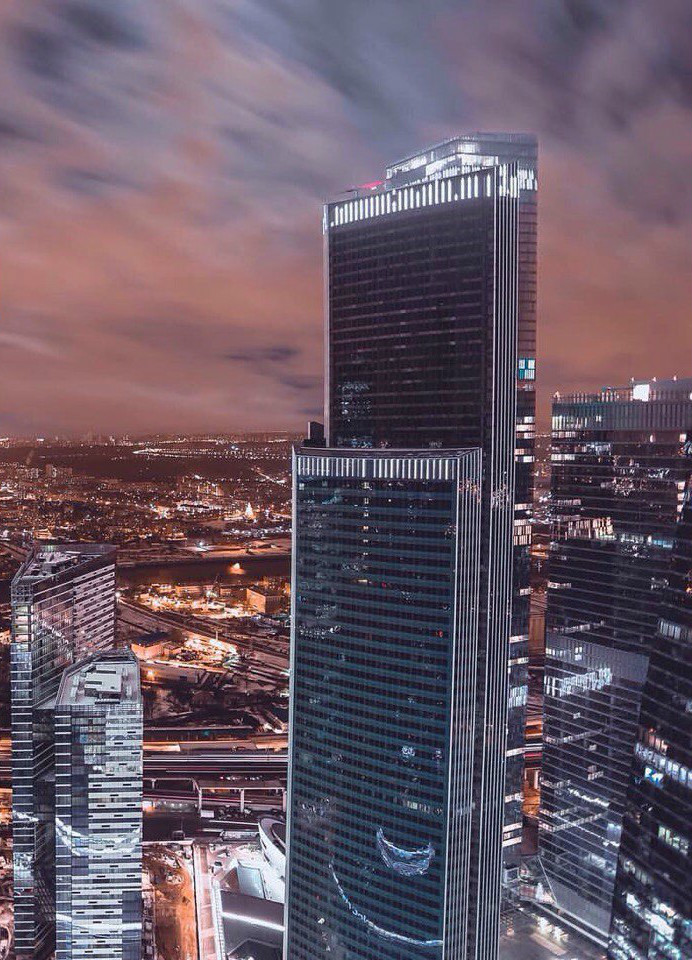
Eurasia
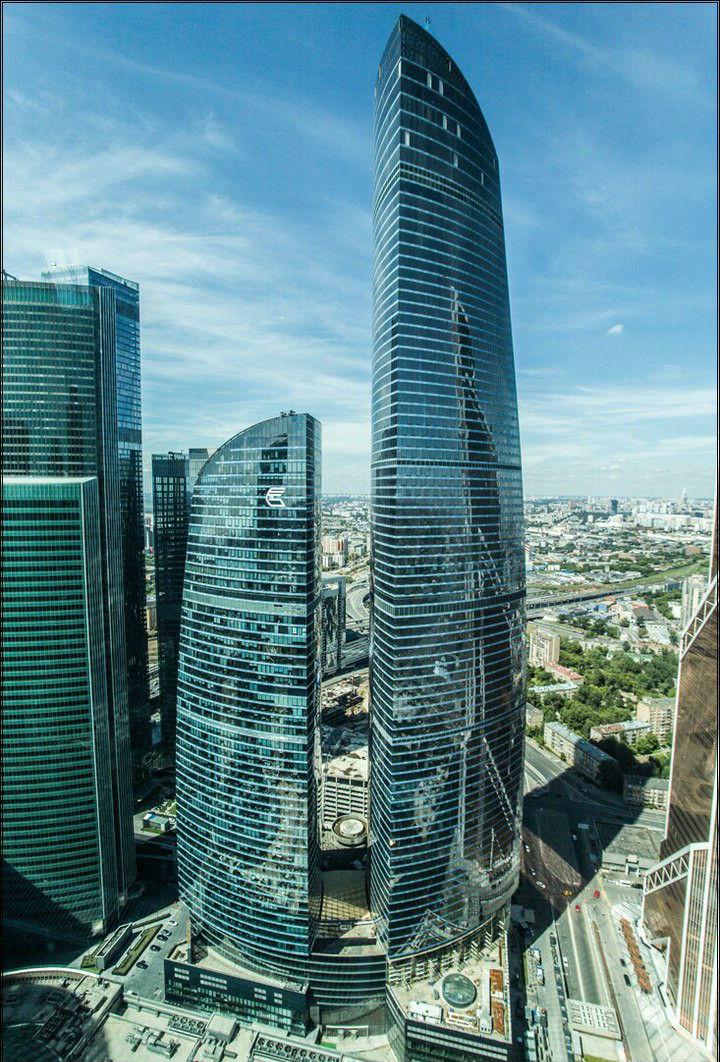
Complexe de la Fédération
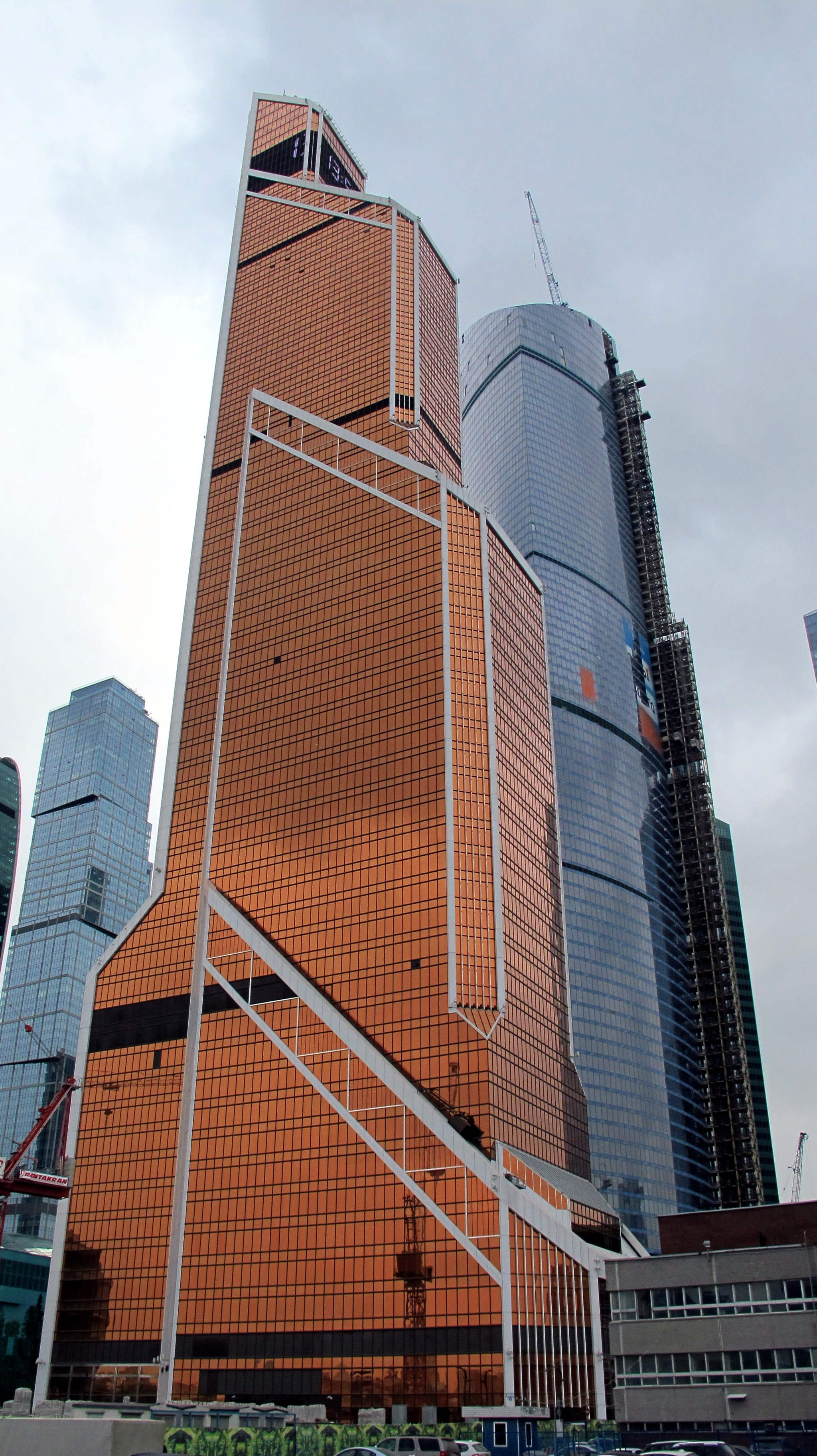
Mercury City Tower
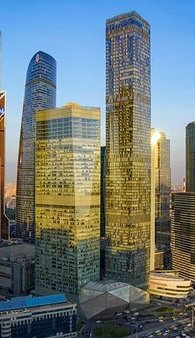
Tours Oko
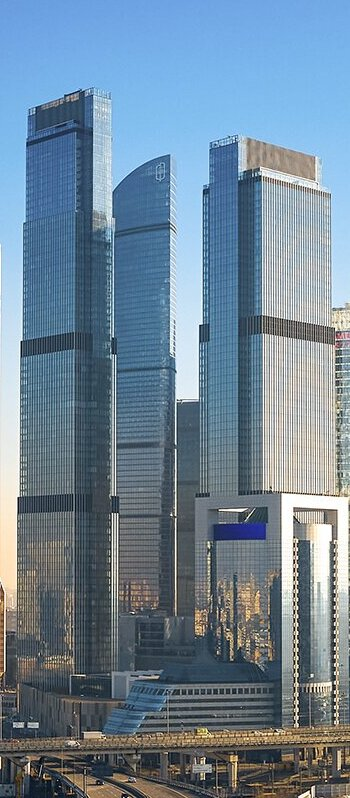
Neva Towers
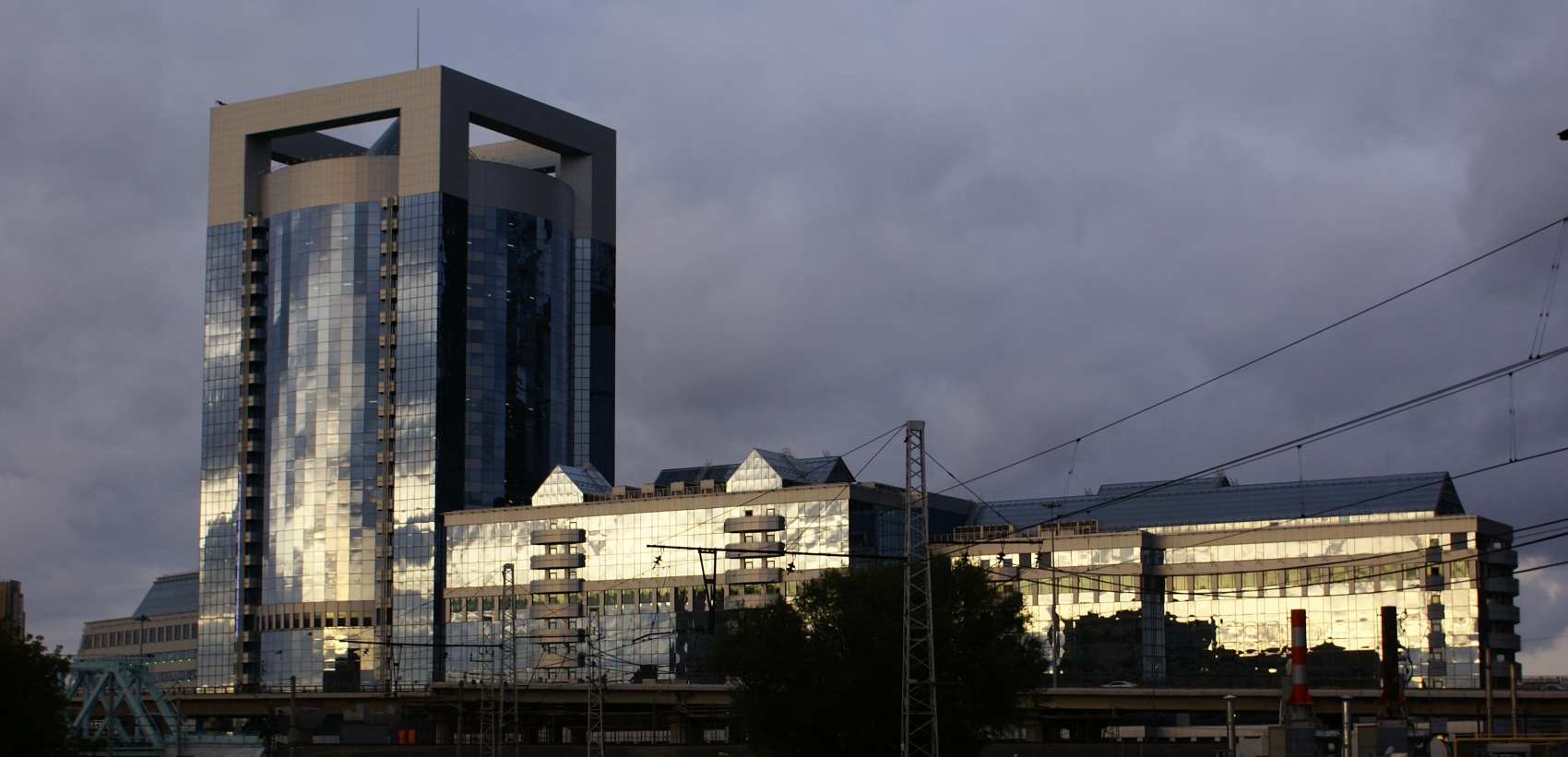
Northern Tower
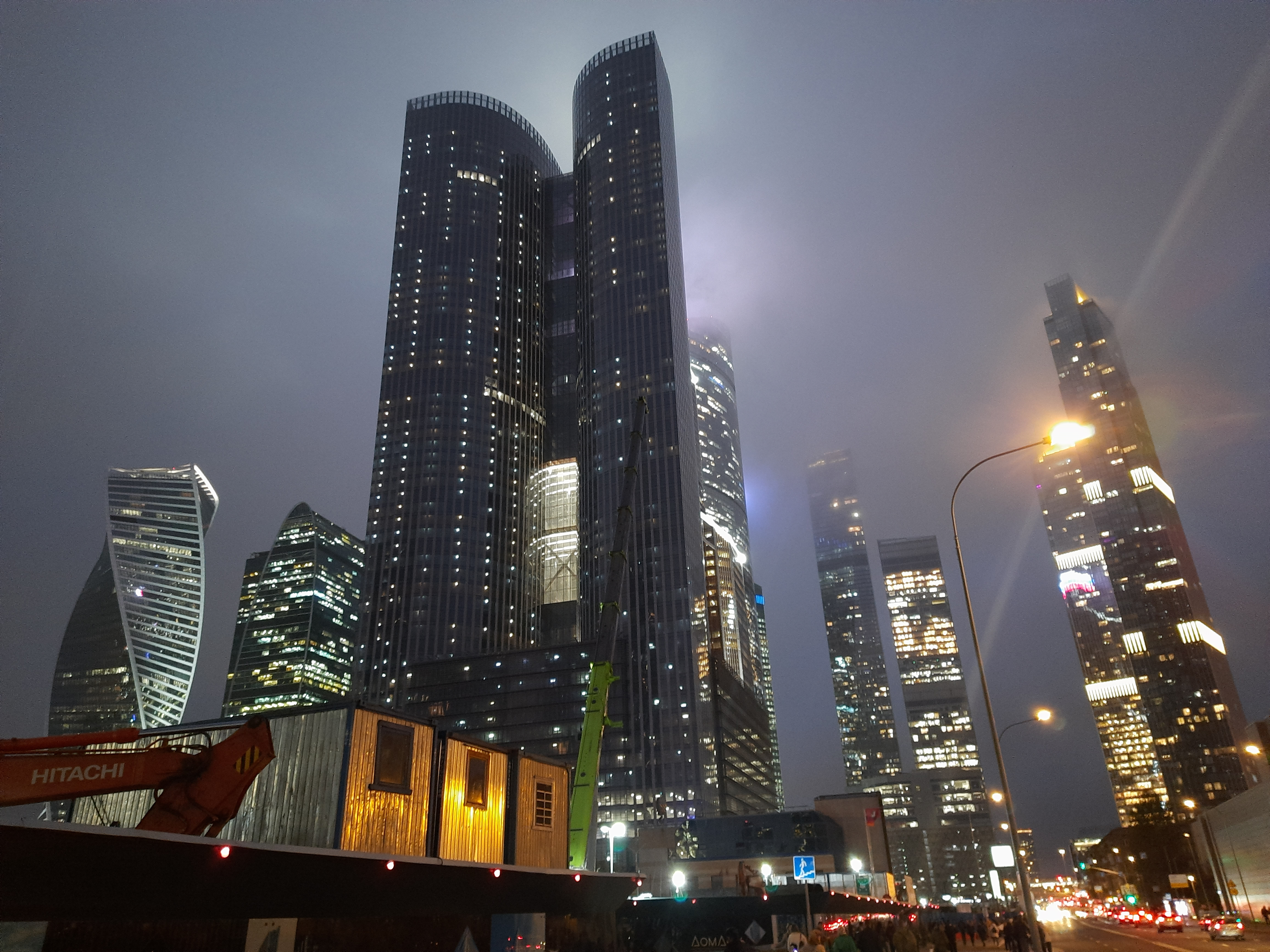
Moscow Towers